# Club Atlético Ituzaingó
Il Club Atlético Ituzaingó è una società calcistica argentina con sede nella città d'Ituzaingó, fondato nel 1912. I suoi colori sono il verde e il bianco. Al 2012 milita in Primera D Metropolitana, la quinta serie del campionato argentino. La posizione più alta mai raggiunta fu il 17º posto nella Primera B Nacional 1992-1993.

## Palmarès
- Primera B Metropolitana: 1

1991/92
- Primera C Metropolitana: 2

Apertura 1997, 2000-01
- Primera D: 1

2005, 2016-2017